# Anoplotherium
Anoplotherium es un género extinto de mamíferos placentarios del orden de los artiodáctilos, conocidos vulgarmente como anoploterios. Vivió desde el Eoceno superior hasta el Rupeliense. Fue descubierto en las canteras de yeso próximas a París.

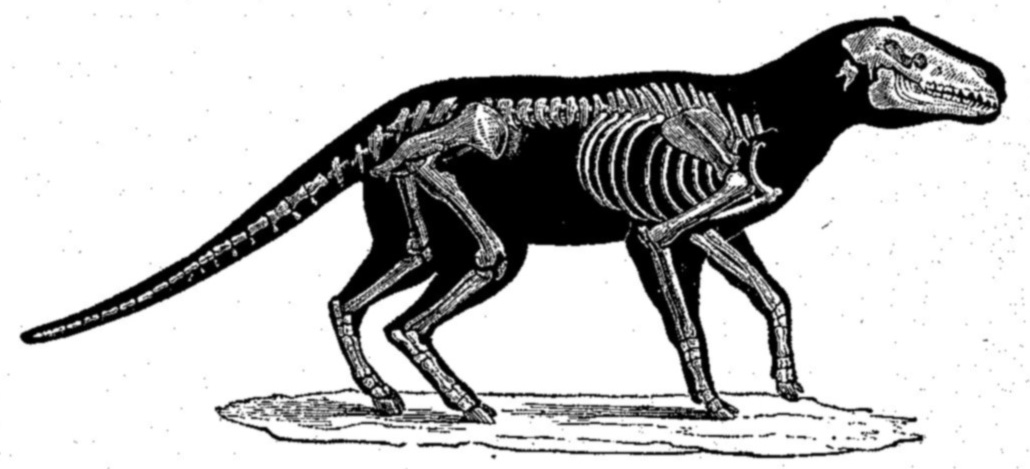
Ilustración del anoploterio
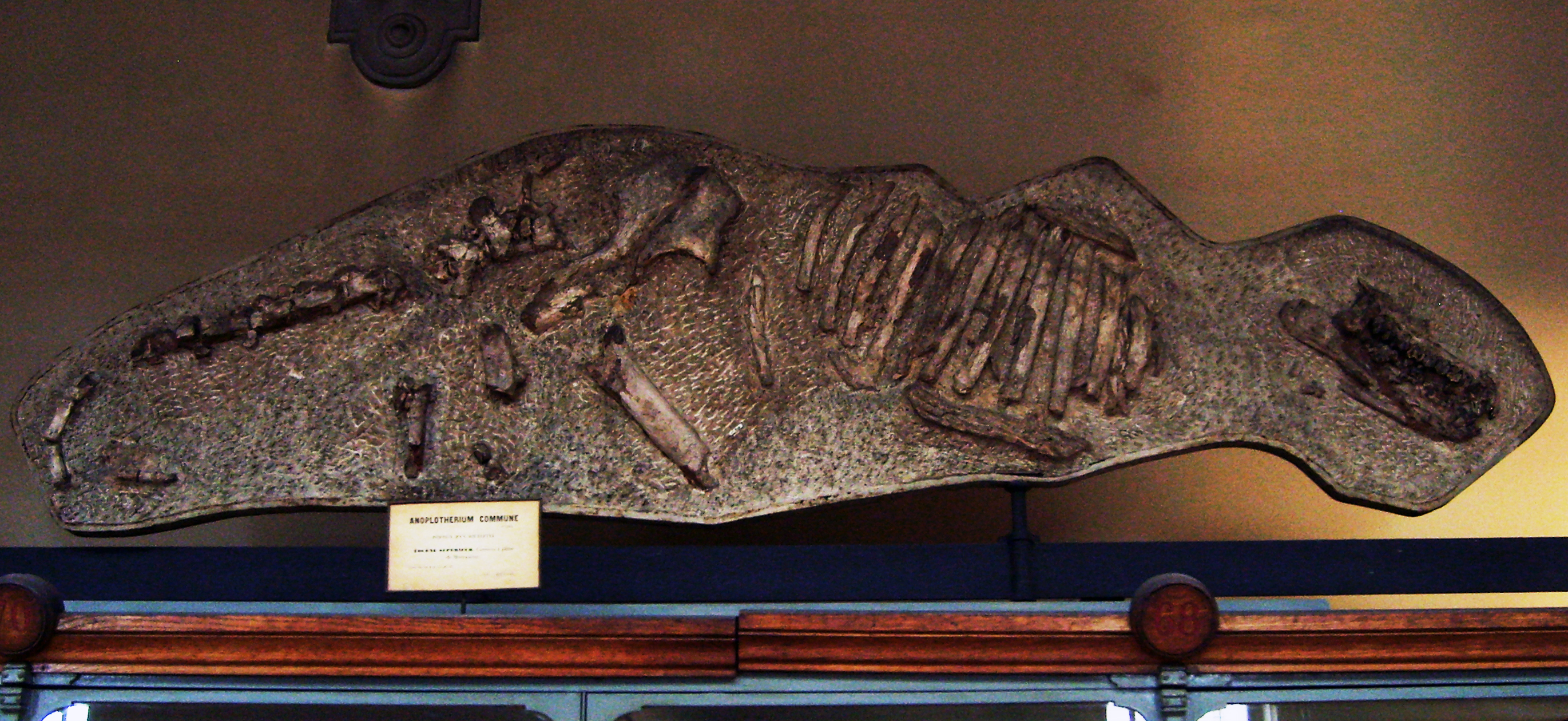
Fósil de anoploterio en el Museo Nacional de Historia Natural de Francia, París